# 니시토쓰카와촌
니시토쓰카와촌(西十津川村)은 나라현 요시노군에 있던 촌이다. 현재의 도쓰카와촌의 남서쪽 끝에 해당한다.

## 역사
- 1889년 4월 1일 - 정촌제 시행에 의해 요시노군 니시토쓰카와촌이 성립하였다.
- 1890년 6월 19일 - 기타토쓰카와촌, 도쓰카와하나조노촌, 나카토쓰카와촌, 미나미토쓰카와촌, 히가시토쓰카와촌과 합병해 도쓰카와촌이 성립하여, 동일 니시토쓰카와촌은 폐지되었다.

## 참고문헌
- 角川日本地名大辞典 29 奈良県